# Maurandya barclayana
Maurandya
Genre
Maurandya barclayana  est une plante grimpante du genre de végétaux de la famille des Plantaginaceae.
La plante fut baptisée ainsi en l'honneur de Maurandy, patronyme de la femme du professeur de botanique à Carthagène qui catégorisa cette plante originaire du Mexique.
La plante est citée dans l'ouvrage "Les mouvements et les habitudes des plantes grimpantes" de Charles Darwin.
Elle pousse aujourd'hui sur l'île de La Réunion ainsi que dans les îles de l'océan Pacifique et en France métropolitaine dans le département de la Vendée.

## Sources

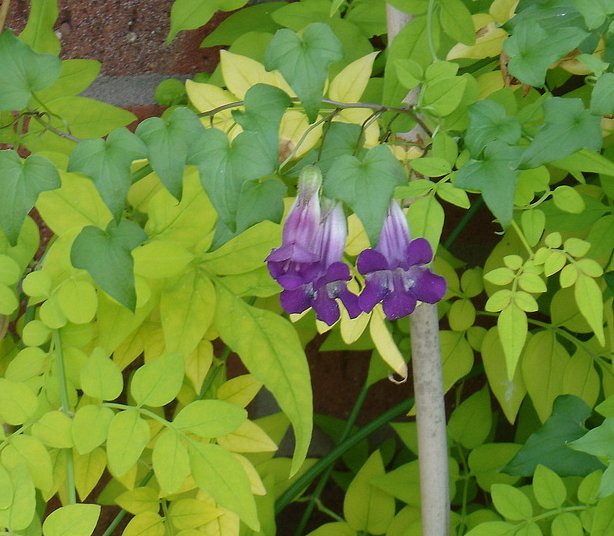
Maurandya barclaiana

1. ↑  http://chestofbooks.com/gardening-horticulture/Gardener-Monthly-V27/Maurandya-Barclayana.html
2. ↑  « Article publié dans la Revue des deux Mondes », sur wikisource.org, Wikimedia Foundation, Inc., 20 février 2009 (consulté le 1er septembre 2020).